# World Championship Tennis Finals 1972
World Championship Tennis Finals 1972 byl druhý ročník tenisového turnaje WCT Finals, pořádaný jako závěrečná událost mužského okruhu World Championship Tennis. Probíhal mezi 8. až 14. květnem na koberci dallaské haly Memorial Auditorium.
Do turnaje s rozpočtem 100 000 dolarů se kvalifikovalo osm nejlepších tenistů okruhu WCT 1972. Ve finále se objevili stejní hráči jako na předchozím premiérovém ročníku. Vítězem se opět stal Australan Ken Rosewall, když ve finále přehrál krajana Roda Lavera po dramatické pětisetové bitvě. Rozhodl až tiebreak závěrečné sady dvoubodovým rozdílem míčů. Připsal si tak pátý titul v probíhající sezóně a celkově dvacátý první v otevřené éře tenisu.
Rosewall si odvezl finanční odměnu 50 tisíc dolarů. Ve Spojených státech zajišťovala televizní přenos stanice NBC a odhad sledovanosti činil 21,3 milionu diváků. Rod Laver později ve své knize The Education of a Tennis Player k bitvě poznamenal: „Domnívám se, že pokud by měl být uveden jeden zápas, který udělal tenis ve Spojených státech, pak to byl tento.“

## Finále

### Mužská dvouhra
- Ken Rosewall vs.  Rod Laver, 4–6, 6–0, 6–3, 6–7(3–7), 7–6(7–5)